# Boston Patriots 1969
La stagione 1969 dei Boston Patriots è stata la decima e ultima della franchigia nell'American Football League e la prima con Clive Rush come capo-allenatore.. La squadra concluse con un bilancio di quattro vittorie e dieci sconfitte, al terzo posto della AFL Eastern division.

## Calendario
| Turno | Data       | Avversario            | Risultato | Stadio               | Record | Pubblico |
| ----- | ---------- | --------------------- | --------- | -------------------- | ------ | -------- |
| 1     | 14/9/1969  | at Denver Broncos     | S 35–7    | Mile High Stadium    | 0–1    | 43,679   |
| 2     | 21/9/1969  | Kansas City Chiefs    | S 31–0    | Alumni Stadium       | 0–2    | 22,002   |
| 3     | 28/9/1969  | Oakland Raiders       | S 38–23   | Alumni Stadium       | 0–3    | 19,069   |
| 4     | 5/10/1969  | New York Jets         | S 23–14   | Alumni Stadium       | 0–4    | 25,584   |
| 5     | 11/10/1969 | at Buffalo Bills      | S 23–16   | War Memorial Stadium | 0–5    | 46,201   |
| 6     | 19/10/1969 | San Diego Chargers    | S 13–10   | Alumni Stadium       | 0–6    | 18,346   |
| 7     | 26/10/1969 | at New York Jets      | S 23–17   | Shea Stadium         | 0–7    | 62,298   |
| 8     | 2/11/1969  | Houston Oilers        | V 24–0    | Alumni Stadium       | 1–7    | 19,006   |
| 9     | 9/11/1969  | Miami Dolphins        | S 17–16   | Alumni Stadium       | 1–8    | 19,821   |
| 10    | 16/11/1969 | at Cincinnati Bengals | V 25–14   | Nippert Stadium      | 2–8    | 27,927   |
| 11    | 23/11/1969 | Buffalo Bills         | V 35–21   | Alumni Stadium       | 3–8    | 25,584   |
| 12    | 30/11/1969 | at Miami Dolphins     | V 38–23   | Miami Orange Bowl    | 4–8    | 32,121   |
| 13    | 7/12/1969  | at San Diego Chargers | S 28–18   | San Diego Stadium    | 4–9    | 33,146   |
| 14    | 14/12/1969 | at Houston Oilers     | S 27–23   | Astrodome            | 4–10   | 39,215   |

## Classifiche
| AFL Eastern Division | AFL Eastern Division | AFL Eastern Division | AFL Eastern Division | AFL Eastern Division | AFL Eastern Division | AFL Eastern Division | AFL Eastern Division | AFL Eastern Division | AFL Eastern Division |
|                      | V                    | S                    | P                    | %                    | DIV                  | PF                   | PS                   | Str.                 |                      |
| -------------------- | -------------------- | -------------------- | -------------------- | -------------------- | -------------------- | -------------------- | -------------------- | -------------------- | -------------------- |
| New York Jets        | 10                   | 4                    | 0                    | .714                 | 8–0                  | 353                  | 269                  | V2                   |                      |
| Houston Oilers       | 6                    | 6                    | 2                    | .500                 | 5–3                  | 278                  | 279                  | V1                   |                      |
| Boston Patriots      | 4                    | 10                   | 0                    | .286                 | 3–5                  | 266                  | 316                  | S2                   |                      |
| Buffalo Bills        | 4                    | 10                   | 0                    | .286                 | 2–6                  | 230                  | 359                  | S2                   |                      |
| Miami Dolphins       | 3                    | 10                   | 1                    | .231                 | 2–6                  | 233                  | 332                  | S1                   |                      |

Nota: Le partite pareggiate non vennero conteggiate a fini delle classifiche fino al 1972.